# Túnel de Sor Ángela de la Cruz
El túnel de Sor Ángela de la Cruz es una vía subterránea de transporte rodado de la ciudad española de Madrid.

## Características

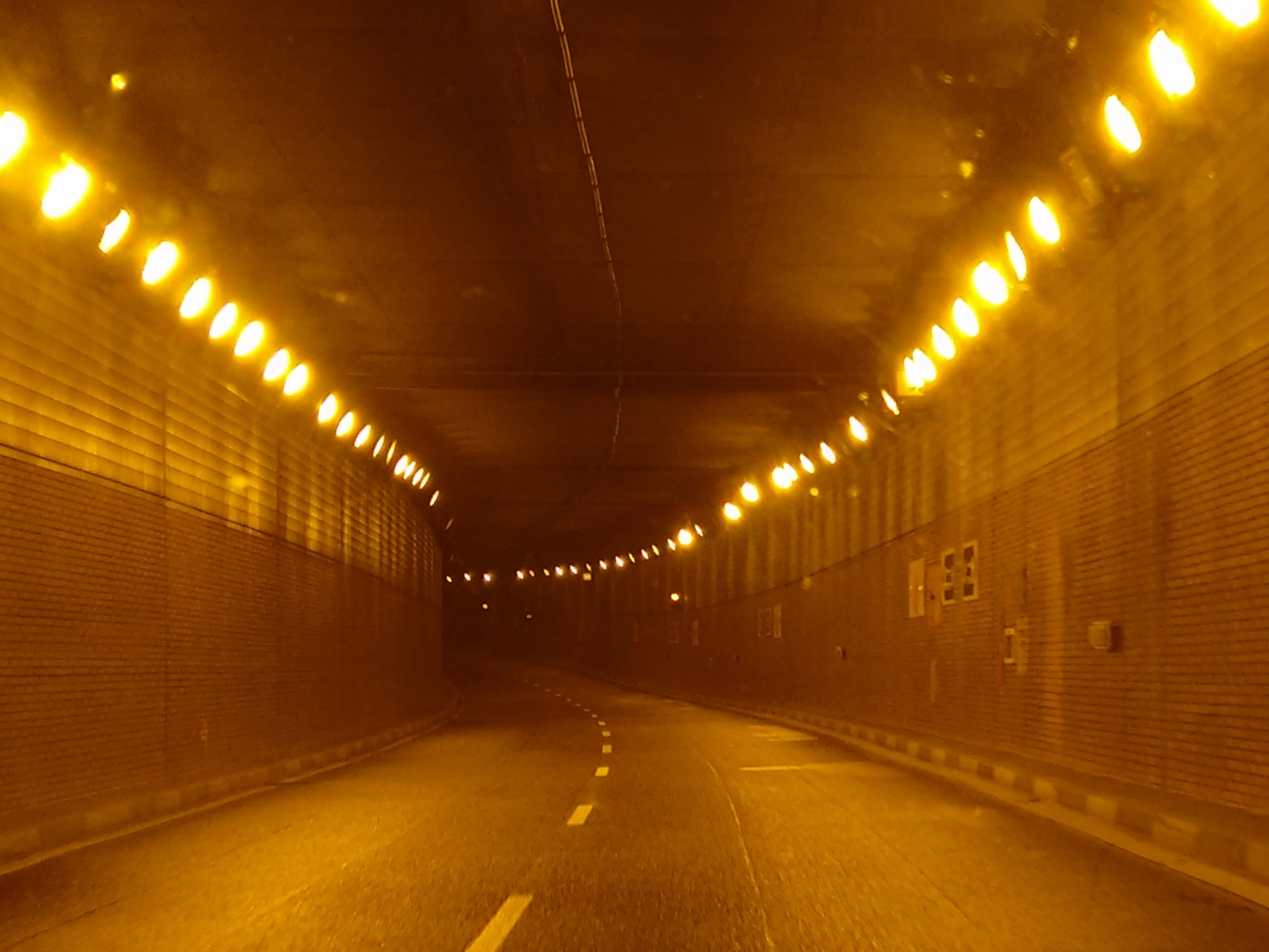
Interior de uno de los túneles.

Existía previsión de construir el túnel desde 1995.
Fue inaugurado el 3 de abril de 2007. Con una inversión de 96,7 millones de euros, está formado por dos tubos gemelos independientes y de un único sentido con dos carriles cada uno. Conecta la calle de Sor Ángela de la Cruz con la calle de Villaamil, pasando por debajo de la calle de Marqués de Viana y del parque de Agustín Rodríguez Sahagún.
Tiene una longitud de 1620 metros. Permite una conexión alternativa y rápida de la calle de Sor Ángela de la Cruz, en el distrito de Tetuán, con la primera autovía de circunvalación de la capital, la M-30.
Cuenta con 10 salidas de emergencia.